# Cathy Smith
Cathy Evelyn Smith (Hamilton, 25 aprile 1947 – Maple Ridge, 18 agosto 2020) è stata una cantante canadese, corista e fidanzata di rock star, groupie (anche dei Rolling Stones), nota per la parte avuta nella morte di John Belushi nel 1982.

## Biografia
Negli anni sessanta del XX secolo incominciò a frequentare Levon Helm, in seguito membro di The Band. Nella prima metà degli anni settanta fu corista per il cantautore canadese Gordon Lightfoot. Nel 1976 la Smith divenne una corista del cantautore country Hoyt Axton, con cui scrisse Flash of fire.
Nel marzo del 1982 la Smith in un articolo di prima pagina del tabloid National Enquirer dichiarò di essere stata la persona che, in preda ai fumi dell'alcool, iniettò accidentalmente la dose letale di speedball che provocò l'overdose all'attore John Belushi. Per sfuggire alla giustizia statunitense scappò all'estero. Nel 1984 Smith fu coautrice di un libro intitolato Chasing the Dragon, che parla della sua vita: il titolo allude alla sua dipendenza da eroina, e in esso cerca anche di giustificarsi del suo gesto con Belushi.
Nel 1986 ritornò negli Stati Uniti d'America e patteggiò una condanna di 15 mesi, scontati tra dicembre 1986 e marzo 1988, in un istituto penitenziario della California. Successivamente fu espatriata in Canada, dove si mise a disposizione delle istituzioni per educare i giovani ai rischi della tossicodipendenza.

## Influenze nella cultura
- Della Smith si parla nel libro di Bob Woodward Wired: The Short Life and Fast Times of John Belushi[6]
- Cathy Smith è stata impersonata da Patti D'Arbanville nel film del 1989 diretto da Larry Peerce Wired, nell'adattamento cinematografico del libro Wired: The Short Life and Fast Times of John Belushi.[10]